# Herštýn
Herštýn je přírodní rezervace poblíž obce Němčice v okrese Domažlice. Oblast spravuje Agentura ochrany přírody a krajiny ČR. Důvodem ochrany území je smíšený listnatý les (buk, dub, lípa, klen, jasan) starý přes 200 let, který se nachází v okolí zříceniny hradu Nový Herštejn. Z květeny zde rostou například lýkovce, sasanky, kokoříky či aron.

## Přírodní poměry
Vrch o nadmořské výšce 684 metrů spadá v geomorfologickém členění Česka do celku Švihovská vrchovina, podcelku Chudenická vrchovina, okrsku Korábská vrchovina, podokrsku Korábský hřbet a do jeho Rýzmberské části.